# Алфановы
Алфа́новы (конец XIV — начало XV века) — пять братьев-новгородцев (Никита, Кирилл, Никифор, Климент и Исаакий), принявших монашеский постриг. Преподобные православной церкви в Соборе Новгородских святых. Память — 4 мая (17) мая, 17 июня (30) июня, в 3-ю неделю по Пятидесятнице.
Предполагается их родство с двинским боярином Анфалом Никитиным. В 1389 году они построили в Новгороде на Сокольей горе деревянную церковь на честь святителя Николая и основали там же Сокольницкий монастырь. Тела братьев были погребены в той обители. По приказу новгородского архиепископа Пимена (1552—1570) нетленные мощи святых были перемещены в раку.
В 1606 году было написано «Сказание о явлении святых мощей преподобных и богоносных отец наших Никиты, Кирилла, Никифора, Климонта и Исакия, Новгородских чюдотворцев, нарицаемых Алфановых, единородных братий по плоти», тогда же их канонизировали. Появление этого «Сказания» связано с совершавшимися чудесными исцелениями от мощей этих братьев на протяжении 1562—1603 годов. В XVII веке была составлена церковная служба на почитание Алфановых. После того как в 1775 году Сокольницкий монастырь выгорел, мощи святых братьев были перенесены в Антониев монастырь, где они находятся в приделе соборного храма, освящённом в честь Иоанна Богослова.
Существует некоторое количество изображений святых братьев на иконах. Ранней является икона из новгородского Сокольницкого монастыря 1701 года. Также их изображения присутствуют на композиции «Собор новгородских святых» XVIII века, на иконах «Новгородские чудотворцы» XVIII века, «Образ новгородских чудотворцев» 1728 года и других.